# Bathysmatophorus ledi
Bathysmatophorus ledi är en insektsart som beskrevs av Anufriev 1971. Bathysmatophorus ledi ingår i släktet Bathysmatophorus och familjen dvärgstritar. Inga underarter finns listade i Catalogue of Life.